# 圣尼古拉德勒东
圣尼古拉德勒东（法語：Saint-Nicolas-de-Redon，法語發音：[sɛ̃ nikɔla də ʁədɔ̃] ⓘ，意为“勒东的圣尼古拉”）是法国大西洋卢瓦尔省的一个市镇，属于沙托布里扬-昂斯尼区。

## 地理
圣尼古拉德勒东（47°38'39"N, 2°3'58"W）面积22.32 平方千米，位于法国卢瓦尔河地区大区大西洋卢瓦尔省，该省份为法国西北部沿海省份，位于布列塔尼半岛东南部，北起伊勒-维莱讷省，西北接莫尔比昂省，西临大西洋，南至旺代省，东临曼恩-卢瓦尔省。
与圣尼古拉德勒东接壤的市镇（或旧市镇、城区）包括：里约、勒东、圣玛丽、阿韦萨克、费格雷阿克。

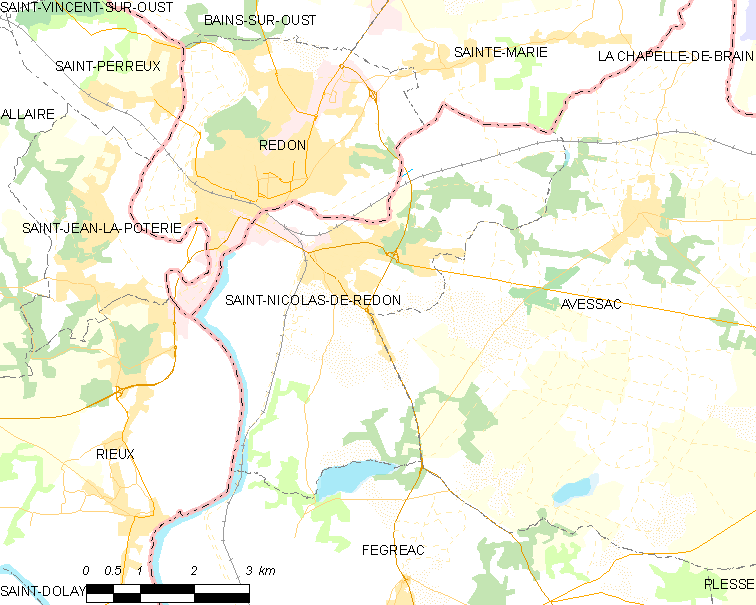
圣尼古拉德勒东的OSM定位图

圣尼古拉德勒东的时区为UTC+01:00、UTC+02:00（夏令时）。

## 行政
圣尼古拉德勒东的邮政编码为44460，INSEE市镇编码为44185。

## 政治
圣尼古拉德勒东所属的省级选区为蓬沙托县。

## 人口

1962-2008年间圣尼古拉德勒东人口变化图示

圣尼古拉德勒东于2022年1月1日时的人口数量为3304人。